# Ematurga nigra
Ematurga nigra är en fjärilsart som beskrevs av Schnaider 1950. Ematurga nigra ingår i släktet Ematurga och familjen mätare. Inga underarter finns listade i Catalogue of Life.